# U 508
U 508 war ein deutsches U-Boot vom Typ IX C, das von der deutschen Kriegsmarine im Zweiten Weltkrieg eingesetzt wurde.

## Geschichte

### Bau und Indienststellung
Der Bauauftrag erging am 20. Oktober 1939 an die Deutsche Werft in Hamburg, die seit Kriegsbeginn in Nachfolge der bremer Deschimag AG Weser mit dem Bau von Booten dieses Typs beauftragt war. Die Kiellegung erfolgte am 24. September 1940 und der Stapellauf am 30. Juli 1941. Das Boot wurde unter dem Kommando von Oberleutnant zur See Georg Staats am 20. Oktober 1941 in Dienst gestellt.

### Flottillenzugehörigkeit und Stationierungen
Das Boot wurde nach seiner Indienststellung bis zum 30. Juni 1942 bei der 4. U-Flottille in Stettin als Ausbildungsboot zum Training der Besatzung eingesetzt. Vom 1. Juli 1942 bis zu seiner Versenkung unterstand es der 10. U-Flottille in Lorient als Frontboot. Während der gesamten Dienstzeit des Bootes war Kapitänleutnant Georg Staats Kommandant.

### Einsätze
U 508 unternahm sechs Feindfahrten, auf denen 14 Schiffe mit 74.087 BRT versenkt wurden.

#### Erste Unternehmung
U 508 verließ Kiel am 25. Juni 1942 und lief am 15. September 1942 in Lorient nach 83 Tagen auf See ein. Im Verlauf dieser Fahrt versenkte Kommandant Staats zwei Schiffe.
- 12. August 1942: Versenkung des kubanischen Dampfers Santiago de Cuba (1.685, in Konvoi SpecCon-12 fahrend, 10 Tote)
- 12. August 1942: Versenkung des kubanischen Dampfers Manzanillo (1.025, in Konvoi SpecCon-12 fahrend, 23 Tote)

#### Zweite Unternehmung
Das Boot lief am 17. Oktober 1942 aus Lorient aus und lief am 6. Januar 1943 wieder dort ein. Auf dieser 82 Tage dauernden langen Unternehmung wurden neun Schiffe mit 50.265 BRT versenkt.
- 7. November 1942: Versenkung des amerikanischen Dampfers Nathaniel Hawthorne (7.176, in Konvoi TAG-19 fahrend, 38 Tote)
- 7. November 1942: Versenkung des britischen Dampfers Lindenhall (5.248, in Konvoi TAG-19 fahrend, 42 Tote)
- 17. November 1942: Versenkung des britischen Dampfers City of Corinth (5.318, 11 Tote)
- 27. November 1942: Versenkung des britischen Dampfers Clan Macfadyen (6.191, 82 Tote)
- 28. November 1942: Versenkung des britischen Dampfers Empire Cromwell (5.970, 24 Tote)
- 1. Dezember 1942: Versenkung des britischen Frachters Trevalgan (5.299, keine Tote)
- 2. Dezember 1942: Versenkung des britischen Dampfers City of Bath (5.079, 3 Tote)
- 3. Dezember 1942: Versenkung des britischen Dampfers Solon II (4.561, 75 Tote)
- 9. Dezember 1942: Versenkung des britischen Dampfers Nigerian (5.423, 5 Tote, U 508 nahm vier Überlebende auf)

#### Dritte Unternehmung
U 508 verließ Lorient am 22. Februar 1943 und lief am 15. März 1943 in Lorient nach 22 Tagen auf See ein. Es wurden keine Schiffe versenkt oder beschädigt. Nach fünf Tagen auf See wurde das Boot von einer britischen Consolidated B-24 Liberator des 224 Squadron RAF angegriffen und schwer beschädigt.

#### Vierte Unternehmung
Die vierte Feindfahrt war eine kurze und ereignisloses Unternehmung. Das Boot verließ Lorient am 29. Mai 1943 und kehrte bereits am 31. Mai 1943 nach drei Tagen auf See nach Lorient zurück.

#### Fünfte Unternehmung
Das Boot lief am 7. Juni 1943 aus Lorient aus und lief am 14. September 1943 wieder dort ein. Auf dieser 100 Tage dauernden langen Unternehmung wurden drei Schiffe mit 21.112 BRT versenkt.
- 9. Juli 1943: Versenkung des britischen Passagierdampfers De la Salle (8.400, in Konvoi ST-71 fahrend, 10 Tote)
- 9. Juli 1943: Versenkung des britischen Dampfers Manchester Citizen (5.343, in Konvoi ST-71 fahrend, 28 Tote)
- 18. Juli 1943: Versenkung des britischen Passagierschiffs Incomati (7.369, 1 Toter)

#### Sechste Unternehmung
Im November 1943 führte das Boot eine Verlegungsfahrt von Lorient nach St. Nazaire durch. Von dort stach das Boot am 9. November 1943 auch in See. Auf der sechsten Feindfahrt wurden keine Schiffe versenkt oder beschädigt.

## Verbleib
Gegen 01:16 Uhr am 12. November 1943 meldete eine US-amerikanische Consolidated B-24 Liberator, dass sie ein U-Boot 95 Meilen nördlich von Cabo de Peñas angreife. Da dies das letzte Lebenszeichen von dem Flugzeug war, machte sich ein Suchtrupp auf die Suche nach dem verschollenen Flugzeug. An der angegebenen Stelle fand man einen kleinen und einen größeren Ölteppich etwa fünf Meilen voneinander entfernt. Man geht davon aus, dass sich U 508 und die Liberator gegenseitig zerstört haben (Lage). Dabei fanden die komplette 57 Mann starke Besatzung des U-Boots und die zehn Mann starke Besatzung des Flugzeuges den Tod.

## Erfolge
| Datum             | Name               | Nationalität           | Tonnage (BRT) | Erfolg          |
| ----------------- | ------------------ | ---------------------- | ------------- | --------------- |
| 12. August 1942   | Manzanillo         | Kuba                   | 1.025         | versenkt (Lage) |
| 12. August 1942   | Santiago de Cuba   | Kuba                   | 1.685         | versenkt (Lage) |
| 7. November 1942  | Lindenhall         | Vereinigtes Königreich | 5.248         | versenkt (Lage) |
| 7. November 1942  | Nathaniel Hawthorn | Vereinigte Staaten     | 7.176         | versenkt (Lage) |
| 17. November 1942 | City of Corinth    | Vereinigtes Königreich | 5.318         | versenkt (Lage) |
| 27. November 1942 | Clan Mcfadyen      | Vereinigtes Königreich | 6.191         | versenkt (Lage) |
| 28. November 1942 | Empire Cromwell    | Vereinigtes Königreich | 5.970         | versenkt (Lage) |
| 1. Dezember 1942  | Trevalgan          | Vereinigtes Königreich | 5.299         | versenkt (Lage) |
| 2. Dezember 1942  | City of Bath       | Vereinigtes Königreich | 5.079         | versenkt (Lage) |
| 3. Dezember 1942  | Solon II           | Vereinigtes Königreich | 4.561         | versenkt (Lage) |
| 9. Dezember 1942  | Nigerian           | Vereinigtes Königreich | 5.423         | versenkt (Lage) |
| 9. Juli 1943      | De La Salle        | Vereinigtes Königreich | 8.400         | versenkt (Lage) |
| 9. Juli 1943      | Manchester Citizen | Vereinigtes Königreich | 5.343         | versenkt (Lage) |
| 18. Juli 1943     | Incomati           | Vereinigtes Königreich | 7.369         | versenkt (Lage) |